# Васильев-Савиновский, Степан Григорьевич
Степан Григорьевич Васильев-Савиновский (1858—1917) — русский военный, генерал-майор (с 3 июня 1917 года, посмертно).

## Биография
Родился в 1858 году, из мещан Казанской губернии. Получил общее домашнее образование и выдержал экзамен при Казанском пехотном юнкерском училище, установленный для вольноопределяющихся по 2 разряду. Нижний чин с 24 октября 1879 года. Выдержал испытание на должность уездного воинского начальника «отлично».
В 1909 году — капитан пехоты.
Участник Первой мировой войны — на 09.01.1914 г. — капитан, командир роты 23-го пехотного Низовского полка, затем — полковник 281-го пехотного Новомосковского полка.
Умер 12 января (25 января по новому стилю) 1917 года от ран, полученных в бою с неприятелем.

## Награды
- Награждён Георгиевским оружием (30 ноября 1916)[2] и орденом Св. Георгия 4-й степени (22 мая 1917, посмертно) — «За то, что в бою 2-го сентября 1915 г. у колонии Пендыки, командуя, в чине подполковника, 3 батальоном названного полка, по труднопроходимой местности, под сильным неприятельским обстрелом, выбил противника из передовых его окопов, занял их и видя, что отход 1 батальона Новомосковцев, обнажив правый фланг его батальона, дал австрийцам возможность с боя занять окопы 9 роты, во главе резервной 12 роты бросился на австрийцев, штыками выбил их из окопов 9 роты, облегчил тяжелое положение 1 батальона, перешел в дальнейшее наступление, разбил противника на северной окраине кол. Пендыки и заставил их спешно очистить всю позицию, причем сам был ранен, но оставался в строю до получения второй тяжелой раны»[3].
- Также награждён другими наградами Российской империи.